# Hypocalymma
Hypocalymma es un género de arbustos perennes de la familia Myrtaceae. Cuenta con 29 especies que se desarrollan en el oeste de Australia.

## Taxonomía
El género fue descrito por (Endl.) Endl. y publicado en Genera Plantarum 1230. 1840.

## Especies
- Hypocalymma angustifolium
- Hypocalymma asperum
- Hypocalymma boroniaceaum
- Hypocalymma ciliatum
- Hypocalymma connatum
- Hypocalymma cordifolium
- Hypocalymma cuneatum
- Hypocalymma cunninghamii
- Hypocalymma dimorphandrum
- Hypocalymma drummondii
- Hypocalymma ericifolium
- Hypocalymma fumanum
- Hypocalymma gardneri
- Hypocalymma hirsutum
- Hypocalymma hypericifolium
- Hypocalymma jessicae
- Hypocalymma linifolium
- Hypocalymma longifolium
- Hypocalymma mameleucoides
- Hypocalymma mytifolium
- Hypocalymma oxycoccoides
- Hypocalymma phillipsii
- Hypocalymma platystemonum
- Hypocalymma puniceum
- Hypocalymma robustum
- Hypocalymma scariosum
- Hypocalymma schollerifolium
- Hypocalymma serralatum
- Hypocalymma speciosum
- Hypocalymma strictum
- Hypocalymma suavis
- Hypocalymma sylvestris
- Hypocalymma tenuatum
- Hypocalymma uncinatum
- Hypocalymma xanthopetalum